# Ubezpieczenie dla cudzoziemców spoza Strefy Schengen
Ubezpieczenie dla cudzoziemców spoza Strefy Schengen – obowiązkowe podróżne ubezpieczenie medyczne dla osób przyjeżdżających do Strefy Schengen, Polski lub innego z 26 państw należących do Strefy Schengen, uregulowane Rozporządzeniem Parlamentu Europejskiego i Rady (WE) Nr 810/2009 z dnia 13 lipca 2009 r. ustanawiające Wspólnotowy Kodeks Wizowy. Ubezpieczenie może zostać wykupione samodzielnie przez osobę przyjeżdżającą do Strefy Schengen lub przez pracodawcę, osobę zapraszającą, uczelnię wyższą, instytucję czy inny podmiot.

## Obowiązek posiadania i okres ubezpieczenia
Obowiązek posiadania ubezpieczenia dla obcokrajowców spoza Strefy Schengen dotyczy osób ubiegających się o wizę:
- jednolitą uprawniającą do jednokrotnego lub dwukrotnego wjazdu powinny posiadać ważne ubezpieczenie przez cały okres pobytu w Strefie Schengen
- jednolitą uprawniającą do co najmniej trzykrotnego wjazdu (wizę wielokrotnego wjazdu) powinny posiadać ubezpieczenie na cały okres ich pierwszego pobytu w Strefie Schengen

## Wymagania dot. ubezpieczenia
Ubezpieczenie powinno:
- być ważne na całym terytorium państw członkowskich Strefy Schengen
- obejmować całkowity okres planowanego pobytu lub tranzytu danej osoby
- posiadać minimalną sumę ubezpieczenia w wysokości 30 000 EUR
- pokrywać wszelkie wydatki, które podczas pobytu(-ów), które mogą wyniknąć w związku z koniecznością powrotu z powodów medycznych, potrzebą pilnej pomocy medycznej, nagłym leczeniem szpitalnym lub ze śmiercią

## Zwolnienie z obowiązku posiadania ubezpieczenia
1. Zwolnienie z obowiązku przedstawiania dowodu posiadania podróżnego ubezpieczenia medycznego może dotyczyć konkretnych grup zawodowych – takich jak marynarze – objętych już podróżnym ubezpieczeniem medycznym w związku z wykonywanym zawodem[1].
2. Posiadacze paszportów dyplomatycznych są zwolnieni z wymogu posiadania podróżnego ubezpieczenia medycznego[1].